# Royal Ranch
Royal Ranch, es una miniserie de género comedia dramática con producción británica de The Walt Disney Company, producida para Disney Channel Reino Unido. El estreno tuvo lugar el 20 de noviembre de 2017 en la Disney Channel App en el Reino Unido e Irlanda.

## Sinopsis
Royal Ranch cuenta la historia de Finny, una jovencita amante de la diversión que puede manejar muy bien los caballos, y vive con su abuela Anne Marie. Cuando Finny tiene que vender su querido caballo Lottie, para que su familia no sea insolvente, al principio está triste. Pero poco después, su vida se pone patas arriba cuando Finny acepta la oferta del Rey Oswald de enseñar a montar en caballo a los gemelos torcidos, el Príncipe Arturo y la Princesa Henrietta. Al principio, Finny creía que podría dominar fácilmente el desafío, pero los gemelos tienen todo tipo de bromas locas listas y son muy descarados con Finny. Así como Finny comienza a sentirse cómoda y divertida en San Morania, se acerca a un secreto familiar. Y Finny encuentra inesperadamente al príncipe Eugen un aliado en medio de toda la locura.

## Reparto
- Mia Jenkins como Finny.
- Lucila Gandolfo como Anne Marie.
- TBA como el Príncipe Eugene.
- Ivan Espeche como el Rey Oswald.
- TBA como el Príncipe Arthur.
- Emma Glinsky como la Princesa Henrietta.
- TBA como Nadine.

## Episodios
| Temporada | Temporada | Episodios | Original                | Original                | Latinoamérica | Latinoamérica | España   | España |
| Temporada | Temporada | Episodios | Comienzo                | Final                   | Comienzo      | Final         | Comienzo | Final  |
| --------- | --------- | --------- | ----------------------- | ----------------------- | ------------- | ------------- | -------- | ------ |
|           | 1         | 3         | 20 de noviembre de 2017 | 20 de noviembre de 2017 | 2018          | 2018          | 2018     | 2018   |

### Temporada 1
| Serie # | Temp. # | Título                | Estreno en Reino Unido  | Estreno en Latinoamérica | Estreno en España |
| ------- | ------- | --------------------- | ----------------------- | ------------------------ | ----------------- |
| 1       | 1       | «A Reluctant Sale»    | 20 de noviembre de 2017 | -                        | -                 |
| 2       | 2       | «A Royal Invitation»  | 20 de noviembre de 2017 | -                        | -                 |
| 3       | 3       | «Right Royal Trouble» | 20 de noviembre de 2017 | -                        | -                 |

## Difusión
La primera temporada completa fue lanzada en la aplicación Disney Channel App en el Reino Unido e Irlanda el 20 de noviembre de 2017. Los episodios individuales también están disponibles actualmente en DisneyLife y en el canal de YouTube de Disney Channel UK. Además, la serie se repite en el canal británico de Disney Channel. Las miniseries se irán estrenando paulatinamente en otros países, como Alemania, Italia, Austria, Suiza y Francia.

## Sitios externos
- DisneyLife
- Episodeslist

- Datos: Q45117559